# Анжель (фильм)
Анжель (фр. Angèle) — французский фильм-драма 1934 года, поставленный режиссером Марселем Паньолем по изданному в 1929 году роману Жана Жионо «Человек с Бомюня» (имеется в виду главный герой, Альбен). Жионо был любимым писателем Марселя Паньоля, и его произведения легли в основу нескольких фильмов режиссёра, хотя сам Жионо не был доволен экранизациями, и устранился от написания сценариев.

## Сюжет
Анжель (Оран Демази), дочь Клариюса (Анри Пюпон), владельца скромной фермы в небольшой провансальской долине, уступает ухаживаниям музыканта из города. Честный рабочий Альбен (Жан Серве) пытается убедить Анжель не ехать в город, но терпит неудачу. Любовник отвозит ее в Марсель и заставляет заниматься проституцией. Она рожает ребенка. Слабоумный Сатюрнен (Фернандель), бывший воспитанник приюта, который живёт у Клариюса и бесконечно ему благодарен, находит Анжель и отводит ее к отцу. Клариюс считает, что дочь, оступившись, обесчестила и его, поэтому не предлагает ей и ребенку другого убежища, кроме тайника в подвале. Она живет в норе, как животное, далеко от мира и от других людей.
Альбен по-прежнему страстно влюблён в Анжель и отправляет старого поденщика Амеде (Эдуар Дельмон) на разведку к ферме. Амеде, нанятый на работу женой Клариюса, поднимает хозяйство, что чуть не рухнуло по вине хозяина. Сначала Амеде верит, что девушка по-прежнему в Марселе, но потом убеждается, что Анжель — где-то на ферме. Ему случайно удается ее увидеть, после чего он все рассказывает Альбену. Пастух немедленно приходит на ферму, подает Анжель сигнал, играя на губной гармошке, и освобождает ее из подвала. Они уходят с фермы вместе. Клариюс пытается стрелять им вдогонку, но ему мешает Амеде, который вскоре настигает влюбленных героев и советует Альбену, несмотря на риск, по всем правилам просить руки Анжель у ее отца. Альбен возвращается обратно, но Клариюса мучает совесть: он ни за что на свете не хочет отдавать за такого честного парня свою обесчещенную дочь. Но, наконец, он смягчается, выдаёт Анжель за Альбена и возвращает дочери её место за семейным столом.
Мир и порядок возвращаются в долину. Амеде выходит на дорогу и направляется в другие края.